# Brabazon Committee
Brabazon Committee var en kommitté som formades 1943 för att utreda den framtida marknaden för brittiska passagerarflygplan efter andra världskriget.  
1942 träffades det en överenskommelse mellan USA och Storbritannien om tillverkning av flygplanstyper. I England skulle man koncentrera sig på tunga bombflygplan medan USA skulle svara för transport och passagerarflygplan. Detta betydde att när kriget någon gång i framtiden var över saknade den brittiska flygindustrin kunskap och erfarenhet i tillverkning av passagerarflygplan. Lika allvarligt var att infrastrukturen som verkstadslokaler och flygfält inte var anpassade för stora trafikflygplan medan stora delar av den amerikanska infrastrukturen redan fanns tillgänglig och var oskadad.
För att få fram en lösning på den kommande konkurrensen på flygmarknaden tillsattes under februari 1943 en kommitté under ledning av transportministern Lord Brabazon of Tara.
Kommittén undersökte ett flertal konstruktioner och tekniska lösningar och angav i sin slutrapport en rekommendation om tillverkning av fyra olika flygplanstyper som kunde användas av det statliga brittiska flygbolaget British Overseas Airways Corporation (BOAC).
Rapportens fyra grundtyper av flygplan som skulle behövas efter kriget blev:
Typ I som var ett mycket stort passagerarflygplan vilket kunde genomföra en transatlantisk flygning mellan London-New York utan mellanlandning. Eftersom resan beräknades ta cirka 12 timmar ansåg man att flygplanet skulle utrustas med sovkojer, barer och ett promenaddäck.
Typ II var ett kortdistansflygplan som togs fram efter önskemål från BOAC. Flygplanet skulle ersätta DC-3 och De Havilland Dragon Rapide. British European Airways (BEA) som såg ett ökat resande även på korta distanser ansåg att flygplanet var för litet för deras behov. Under utvecklingen ändrade man förutsättningen för konstruktionen, man skissade på en variant Typ IIA med vanliga kolvmotorer och Typ IIB med turbopropmotorer.
Typ III var ett större flygplan som skulle lösa transport- och passagerartrafiken inom det brittiska samväldet.
Typ IV var den mest avancerade konstruktionen. På förslag från kommittémedlemmen Geoffrey de Havilland utarbetade man en konstruktion där flygplanet drevs av jetmotorer. Flygplanet skulle kunna ersätta Typ III och även fungera som ett kortdistansflygplan på matarlinjer.   
Under 1944 startade man arbetet med de fyra grundtyperna, Ministry of Supply utfärdade flygplanens specifikation och översände dem till flygplansfabrikerna, där konstruktionskontoren skissade fram olika förslag. Efter att Ministry of Supply studerat de olika förslagen bestämde man att flygplanen skulle tillverkas enligt:
- Typ I - två prototyper och en fullskalemodell beställdes från Bristol Aeroplane Company som konstruerat Bristol Brabazon

- Typ II - Eftersom man delat upp i två olika typer, beslöt man att den kolvmotorförsedda typen skulle tillverkas av Airspeed Ambassador, medan valet för den turbopropförsedda var svårare. Vickers VC2 segrade knappt över Armstrong Whitworth AW.55 Apollo.

- Typ III - var den mest lyckade typen sett med dagens ögon där Bristol Aeroplane Company gavs möjlighet att gå vidare med sin Bristol Britannia.

- Typ IV - kom att bli världens första jetdrivna passagerarflygplan. Ordern gavs till de Havilland som inledde arbetet med sin Comet. Tyvärr drabbades flygplanet senare av tre allvarliga haverier på grund av materialutmattning och sprickbildning runt de kantiga fönstren i passagerarkabinen.

I det stora hela visade det sig att kommitténs förslag var dåligt underbyggda. Bristol Brabazon kunde transportera 100 passagerare medan det i USA redan fanns flygplan på marknaden med plats för mer än 150 passagerare. Ett av misstagen var att man inte insåg att resandet skulle sprida sig ner i klasserna och att lyxresorna skulle minska i antal. Ytterligare misstag var att man inte var lyhörda för vad marknaden önskade. De båda flygbolagen BOAC och BEA framförde synpukter som inte beaktades men flygplanen blev ändå specialanpassade för deras behov. Man undersökte inte heller vad efterkrigsmarknaden i övriga Europa önskade. Det resulterade i att många europeiska flygbolag vände sig till den amerikanska marknaden när man investerade i nya flygplan.   
Till framgångarna för kommitténs arbete räknas Vickers VC2 som kom att tillverkas i ett hundratal exemplar samt i viss mån även Bristol Britannia som tjänstgjorde in i 2000-talet som fraktflygplan. Tyvärr drabbades man av förseningar med leveranserna samtidigt som de snabbare jetflygplanen i storleksklassen från USA konkurrerade om marknaden. Comet som var långt före sin tid blev passerad av Boeing 707 eftersom flygplanet behövde konstrueras om efter haverierna. När väl flygplanet kom i luften igen fanns bara de brittiska bolagen kvar som spekulanter. Förutom Vickers VC2 och Bristol Britannia kom kommitténs arbete att leda till den engelska flygindustrins utbyggnad av infrastruktur samt tekniskt kunnande som kunde överföras till senare flygplanskonstruktioner.